# Notylia aromatica
Notylia aromatica är en orkidéart som beskrevs av George Barker och John Lindley. Notylia aromatica ingår i släktet Notylia och familjen orkidéer. Inga underarter finns listade i Catalogue of Life.